# Badenova
Badenova AG & Co. KG, meglio nota con il marchio badenova, è un'azienda tedesca  con sede a Friburgo in Brisgovia, attiva nel settore della fornitura di servizi energetici e ambientali con particolare attenzione all'energia sostenibile.
Istituita nel 2001 dalla fusione di sei fornitori di energia, è la più grande società di fornitura di energia del Südbaden

## Storia

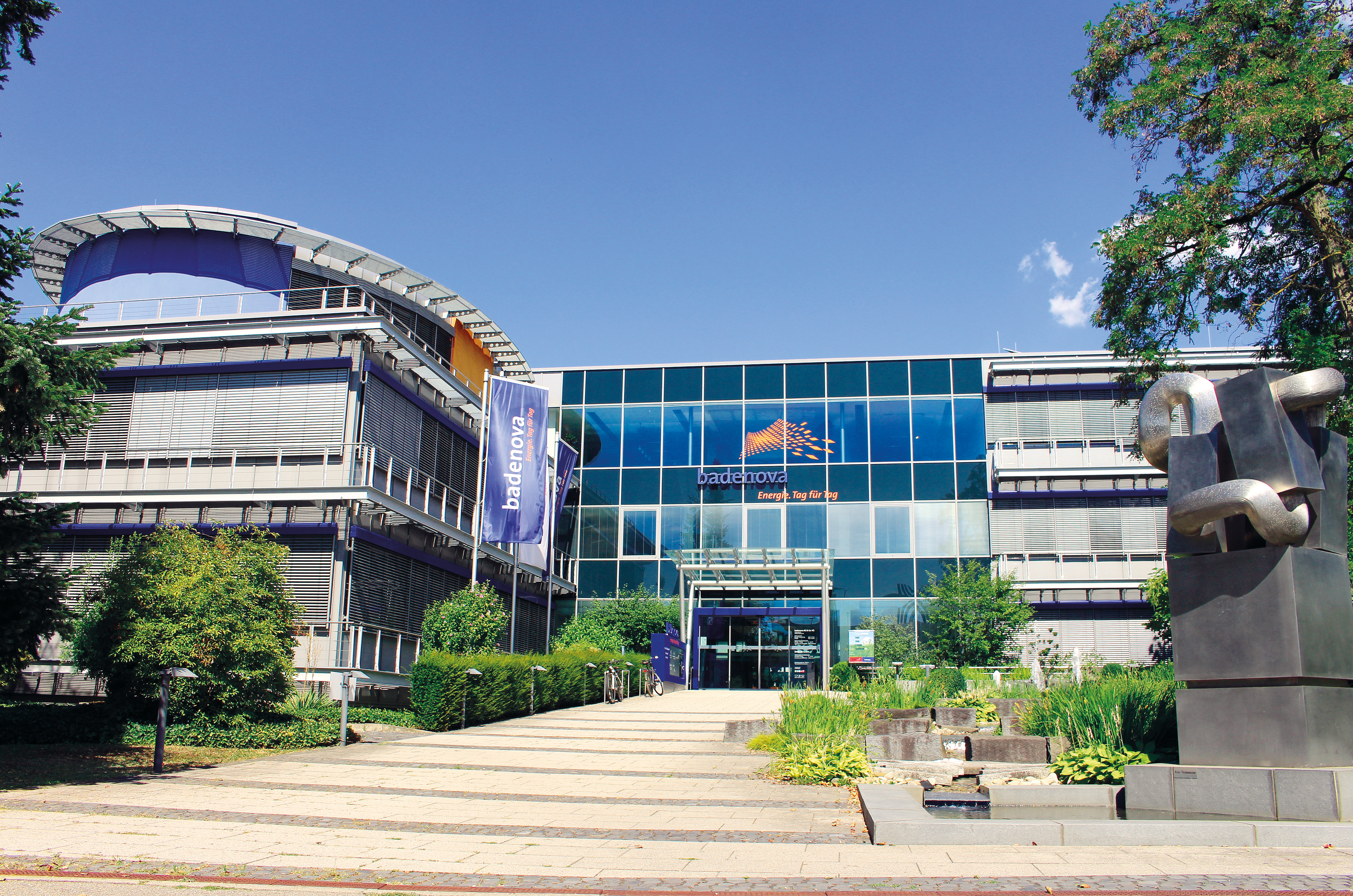
La sede di Badenova a Friburgo in Brisgovia

L'azienda è stata creata nel 2001 dalla fusione di Freiburger Energie-und Wasserbedarf (FEW), Gasfernleitung Mittelbaden (MIBA), Stadtwerke Lahr, Energiebedarf Oberbaden (EVO), Badische Gas-und Elektrisbedarfs AG Lörrach e Gasbetriebe GmbH Emmendingen (GBG). Il motivo della fusione è stata la liberalizzazione del mercato elettrico e la connessa preoccupazione delle aziende comunali di non poter competere da sole contro il potere superiore delle aziende. I membri fondatori del consiglio d'amministrazione furono Adalbert Häge, Mathias Nikolay, Horst Gute e Harald Seidelmann. All'inizio l'azienda contava 1.175 dipendenti.
Nel 2002 i membri fondatori del consiglio d'amministrazione Adalbert Häge e Horst Gute andarono in pensione. Il precedente amministratore delegato di Energie Schwaben, Thorsten Radensleben, li ha sostituiti in qualità di portavoce del consiglio di amministrazione ed è stato presidente del consiglio di amministrazione dal 2005. Nello stesso anno viene allestita a Friburgo la sala centrale di controllo della rete. Negli anni successivi Badenova ha preso parte a numerosi progetti di energia rinnovabile. Ne è un esempio la messa in funzione degli impianti eolici a Schauinsland e Roßkopf nel 2003.
Nel 2004 il tetto del Dreisamstadion dell'SC Freiburg è stato dotato di moduli solari. Nel 2005 Badenova ha installato 15 stazioni di rifornimento di gas naturale tra l'Alto Reno e la Foresta Nera settentrionale. Dal 2007 Badenova ha cambiato la propria strategia aziendale verso un focus costantemente ecologico e ha fondato anche la filiale del riscaldamento Badenova Hitzeplus. Nello stesso anno andò in pensione uno dei fondatori, Harald Seidelmann, sostituito dall'ex vicepresidente del consiglio di amministrazione di Thüga Italia, con sede a Verona, Maik Wassmer. Sempre nel 2007, Badenova ha fondato la società di rete Bn Netze GmbH, che dal 2023 opera sotto il nome Badenova Netze GmbH.
Nel 2008 tutti i clienti privati sono passati all'energia senza nucleare. Dal 2009 Badenovawärmeplus possiede la sua prima centrale elettrica a biogas a Neuried. Nel 2010 Badenova ha lanciato il cosiddetto modello di partecipazione kompas per i comuni. Nel 2012 è entrato in funzione il nuovo impianto di biogas della Badenova a Bremgarten. L'impianto ha una capacità produttiva annua di 50.000 megawattora di biometano. Nello stesso anno il fornitore di energia di Friburgo ha fondato la Badenova Wind GmbH, la cui preoccupazione principale è espandere la produzione di energia rinnovabile in modo decentralizzato e consentire alla regione dell'Alto Reno meridionale e ai suoi abitanti di partecipare attraverso un modello di partecipazione dei cittadini. Allo stesso tempo si attengono ad un concetto di sostenibilità sviluppato insieme alla Federazione tedesca per l’ambiente e la conservazione della natura (BUND), che presta particolare attenzione alla protezione della natura. Dal 2013 esistono partnership commerciali con Vodafone e altre società di telecomunicazioni. Badenova ha ricevuto anche il sigillo ambientale dal TÜV Saarland. Dal 1º gennaio 2015 Badenova è stata riorganizzata in aree di business. Il CFO Maik Wassmer ha lasciato l'azienda a metà del 2020. A metà del 2021 i membri del consiglio Hans-Martin Hellebrand e Heinz-Werner Hölscher sono entrati a far parte dell'azienda. Hellebrand è stato in precedenza amministratore delegato della controllata E.ON Eprimo; Hölscher ha precedentemente ricoperto una posizione di responsabilità presso la SWO Netz GmbH di Osnabrück. All'inizio del 2022, Mathias Nikolay e il presidente di lunga data Thorsten Radensleben si sono ritirati.